# Gobiobotia filifer
 Gobiobotia filifer és una espècie de peix cipriniforme de la família dels ciprínids que es troba a la Xina.
Els mascles poden assolir els 10,4 cm de longitud total.